# امبوانجو
امبوانجو (به لاتین: Amboanjo) یک سکونتگاه مسکونی در ماداگاسکار است که در واتوواوی-فیتووینانی واقع شده‌است.

## خصوصیات
امبوانجو ۱۷٬۰۰۰ نفر جمعیت دارد و ۲۷ متر بالاتر از سطح دریا واقع شده‌است.